# SN 2010gr
SN 2010gr – supernowa typu Ib/c odkryta 29 lipca 2010 roku w galaktyce UGC 2035. W momencie odkrycia miała maksymalną jasność 17,80m.